# Clepsis nybomi
Clepsis nybomi es una especie de polilla del género Clepsis, categorizada en la tribu Archipini, de la subfamilia Tortricinae.

## Distribución
Se distribuye por Europa.

## Taxonomía
Fue descrita por Hackman en 1950 y publicada en (Clepsis), Notulae Ent. 30: 128.